# بيرقلي خان قاجار
بيرقلي خان قاجار (الفارسية: پیرقلی خان قاجار) كان قائدًا إيرانيًا في عهد القاجاريين الشاهات آغا محمد خان قاجار (حكم. 1789–1797 م) وفتح علي شاه قاجار (حكم. 1797–1834 م). خلال الحرب الروسية الإيرانية 1804-1813، كان بيرقلي خان قائدًا رفيع المستوى تحت قيادة ولي العهد عباس ميرزا وأشرف على الجزء الشمالي من ساحة المعركة أثناء حصار إيريفان [الإنجليزية]
 في عام 1804 م.